# تايب 071 (فئة سفينة نقل برمائي)
تايب 071 (لقب تعريف الناتو: Yuzhao) هي فئة سفن نقل برمائي  في خدمة بحرية جيش التحرير الشعبي الصيني. وتوفر سفن الفئة تايب 071 للبحرية الصينية القدرات والمرونة التي لم تتواجد فيما سبقها من سفن الإنزال.

## تصميم
تعد منصات الإنزال LPD من الفئة تايب 071  منصات مميزة وفريدة كونها توفر حيزاً كبيراً كحوض، علاوة على أن السفن توفر أيضا مساحة مخصصة للرعاية الطبية ومجهزة بنظام إمدادات للمياه العذبة. كما أن تجهيزات الإتزان والتي تم تركيبها على السفينة تعمل على تحسين الاستقرار في حالة البحر العالية.
سفينة الحرب البرمائية تمتاز بسطح للمركبات، وسطح للمضخات، وسطح للإنزال وحظيرة. و يمكن أن تحمل مجموعة تتشكل من مشاة البحرية والمركبات وقوارب إنزال ومروحيات. يمكن للسفينة حمل من 600 إلى 800 جندي. سطح المروحيات بمؤخرة السفينة يقدم مهبطين لمروحيات  النقل من نوع Z-8 SA-321 Super Frelon . و يمكن للحظيرة ثنائية الأبواب إيواء ما يصل إلى أربعة مروحيات من طراز Z-8. كما يأوي سطح الإنزال ما يصل إلى أربعة قوارب إنزال من فئة Type 726 air-cushioned. والتي يمكنها نقل المركبات أو مشاة البحرية إلى الشاطئ بسرعة عالية. ويمكن للسفينة أيضاً أن تأوي المركبات الهجومية البرمائية  بما في ذلك ZBD05 ، ومركبات المشاة القتالية البرمائية، ودبابات برمائية خفيفة  ZTD-05. 
وتتسلح السفينة بمدفع 76 ملم، وأربعة من أنظمة أسلحة القتال القريب CIWS بعيار 30 ملم.
وأي سفينة من سفن الفئة تايب 071 قد تضطلع بدور سفينة قيادة. كما يمكن لهذه السفن أيضاً إجراء ودعم المهام الإنسانية ومهام الإغاثة في حالات الكوارث، بالإضافة إلى ضلوعها بمكافحة القرصنة، ومهام الهجوم البرمائي.

## الاستشعار
تم تجهيز منصات الإنزال LPD من فئة تايب 071 برادار بحث جو/سطح من الطراز (Type 360 (Seagull-S والذي يعمل على ترددات النطاق E/F، ورادار البحث الجوي من طراز Type 364 G-band، ورادار التحكم النيراني Type 344 I-band، علاوة على رادار ملاحي.

## الدفع
يتم تشغيل منصات الإنزال LPD من فئة تايب 071 بواسطة الدفع الهجين شراكة ديزل وديزل CODAD، والتي يسيطر عليها نظام تحكم آلي للدفع. ويدمج نظام الدفع أربعة محركات ديزل من نوع Shaanxi 16 PC2.6 V400 يديران دافعين من تقنية Controllable pitch propeller بواسطة عمودي Shaft. ينتج كل محرك قوة قصوى تبلغ 35,197 كيلو وات، وتوفر محطة القوى سرعة قصوى تصل إلى 25 عقدة (46 كم/ساعة)، ومدى يصل إلى 19,000 كيلومتر بسرعة 18 عقدة (33 كم/ساعة).

ويعدأقصى قدر من التحمل للسفينة (البقائية Endurance) هو 60 يوما.

## التصدير
عرضت مؤسسة China State Shipbuilding and Trading Corp الصينية بناء سفن من الفئة تايب 071 المعدلة للبحرية الملكية الماليزية. وكان لدى الماليزيين شرط وجود منصة إنزال LPD ذات 13 ألف طن، وتبلغ تكلفة تايب 071 ثلث تكلفة نظيرتها الأمريكية فئة سان أنطونيو.

### سفن معاونة

#### سفن دعم
أبسالون

  كاريل دورمان